# محمدحسین ملک‌زادگان
محمدحسین ملک‌زادگان (زاده ۱۹ تیر ۱۳۲۳ اردبیل) نظامی اهل ایران است، که در فاصله سال‌های ۱۳۶۴ تا ۱۳۶۸ فرماندهی نیروی دریایی ارتش جمهوری اسلامی ایران را برعهده داشت.

## زندگی‌نامه
محمدحسین ملک‌زادگان زاده ۱۳۲۳ در اردبیل است. پس از طی تحصیلات متوسطه به دلیل علاقه‌ای که به خدمت در ارتش و به خصوص نیروی دریایی داشت با رتبهٔ بالا در کنکور برای ادامهٔ تحصیل به خارج از کشور اعزام شد و در رشتهٔ مهندسی دریایی تحصیل کرد. بعد از آن به دانشگاه آکادمیک نیروی دریایی ایتالیا رفت و در آنجا ادامهٔ تحصیل داد و دورهٔ ضد دریایی را نیز در انگلستان گذراند. وی برای گذراندن دورهٔ کنترل فرماندهی دریایی به پاکستان اعزام شد. وی در بندرعباس طراحی عملیات‌های زیردریایی را بر عهده داشت. وی فرمانده اولین زیردریایی ایران به نام «دلفین» بود که از آمریکا خریده شده بود. در سال ۱۳۵۹ به عنوان افسر طرح‌های عملیاتی منصوب شد. وی هم‌چنین به عنوان معاون عملیاتی نیروی دریایی ارتش انتخاب شد. در دوران جنگ ایران و عراق طرح عملیاتی به نام «ذوالفقار» توسط وی نوشته شد و به تصویب رهبری رسید و به عنوان فرماندهی نیروی دریایی انتخاب شد. وی بعد از جنگ به عنوان مشاور رهبری در نیروی دریایی فعالیت کرد. وی هم‌اکنون مدیریت پروژهٔ منطقه آزاد جاسک را بر عهده دارد.
وی در سال ۱۳۹۶ با حکم حمیدرضا مؤمنی رئیس هیئت مدیره و مدیرعامل سازمان منطقه آزاد قشم، مسئول شهرک صنایع دریایی جزیره قشم گردید.